# Santiago Comesaña Veiga
Santiago Comesaña Veiga (Vigo, España, 5 de octubre de 1996) es un futbolista español. Juega de centrocampista y su equipo es el Villarreal C. F. de la Primera División de España.

## Trayectoria
En julio de 2016, tras haber jugado un año en el Coruxo F. C., se marchó al Rayo Vallecano que acababa de descender a Segunda División. En octubre de 2017 renovó su contrato hasta junio de 2023, y esa misma temporada logró el ascenso a Primera División. Debutó en la máxima categoría el 25 de agosto de 2018 en el campo del Club Atlético de Madrid. El 20 de enero de 2019 marcó su primer gol en Primera División ante la Real Sociedad que servía para poner el 1-0 en el marcador, aunque al final el encuentro terminó en tablas. El equipo no pudo lograr la permanencia y tuvo que jugar dos temporadas en Segunda antes de tener la oportunidad de volver a competir en Primera tras un nuevo ascenso.
El 29 de junio de 2023, tras más de 200 partidos con el conjunto vallecano, firmó por el Villarreal C. F. por cuatro temporadas.

## Estadísticas

### Clubes
Actualizado al último partido disputado en mayo de 2025.
| Club                      | Div.          | Temporada     | Liga  | Liga  | Copas nacionales | Copas nacionales | Copas internacionales | Copas internacionales | Total | Total |
| Club                      | Div.          | Temporada     | Part. | Goles | Part.            | Goles            | Part.                 | Goles                 | Part. | Goles |
| ------------------------- | ------------- | ------------- | ----- | ----- | ---------------- | ---------------- | --------------------- | --------------------- | ----- | ----- |
| Coruxo F. C. · España     | 2.ª B         | 2015-16       | 37    | 8     | ―                | ―                | ―                     | ―                     | 37    | 8     |
| Coruxo F. C. · España     | Total club    | Total club    | 37    | 8     | 0                | 0                | 0                     | 0                     | 37    | 8     |
| Rayo Vallecano · España   | 2.ª           | 2016-17       | 17    | 2     | 1                | 0                | ―                     | ―                     | 18    | 2     |
| Rayo Vallecano · España   | 2.ª           | 2017-18       | 33    | 2     | 0                | 0                | ―                     | ―                     | 33    | 2     |
| Rayo Vallecano · España   | 1.ª           | 2018-19       | 25    | 1     | 0                | 0                | ―                     | ―                     | 25    | 1     |
| Rayo Vallecano · España   | 2.ª           | 2019-20       | 21    | 1     | 0                | 0                | ―                     | ―                     | 21    | 1     |
| Rayo Vallecano · España   | 2.ª           | 2020-21       | 39    | 3     | 4                | 0                | ―                     | ―                     | 43    | 3     |
| Rayo Vallecano · España   | 1.ª           | 2021-22       | 35    | 1     | 6                | 0                | ―                     | ―                     | 41    | 1     |
| Rayo Vallecano · España   | 1.ª           | 2022-23       | 35    | 3     | 3                | 0                | ―                     | ―                     | 38    | 3     |
| Rayo Vallecano · España   | Total club    | Total club    | 205   | 13    | 14               | 0                | 0                     | 0                     | 219   | 13    |
| Villarreal C. F. · España | 1.ª           | 2023-24       | 27    | 2     | 3                | 0                | 7                     | 1                     | 37    | 3     |
| Villarreal C. F. · España | 1.ª           | 2024-25       | 35    | 4     | 2                | 0                | ―                     | ―                     | 37    | 4     |
| Villarreal C. F. · España | Total club    | Total club    | 62    | 6     | 5                | 0                | 7                     | 1                     | 74    | 7     |
| Total carrera             | Total carrera | Total carrera | 304   | 27    | 19               | 0                | 7                     | 1                     | 330   | 28    |
| 1. 2.                     |               |               |       |       |                  |                  |                       |                       |       |       |